# Lenze Gruppe

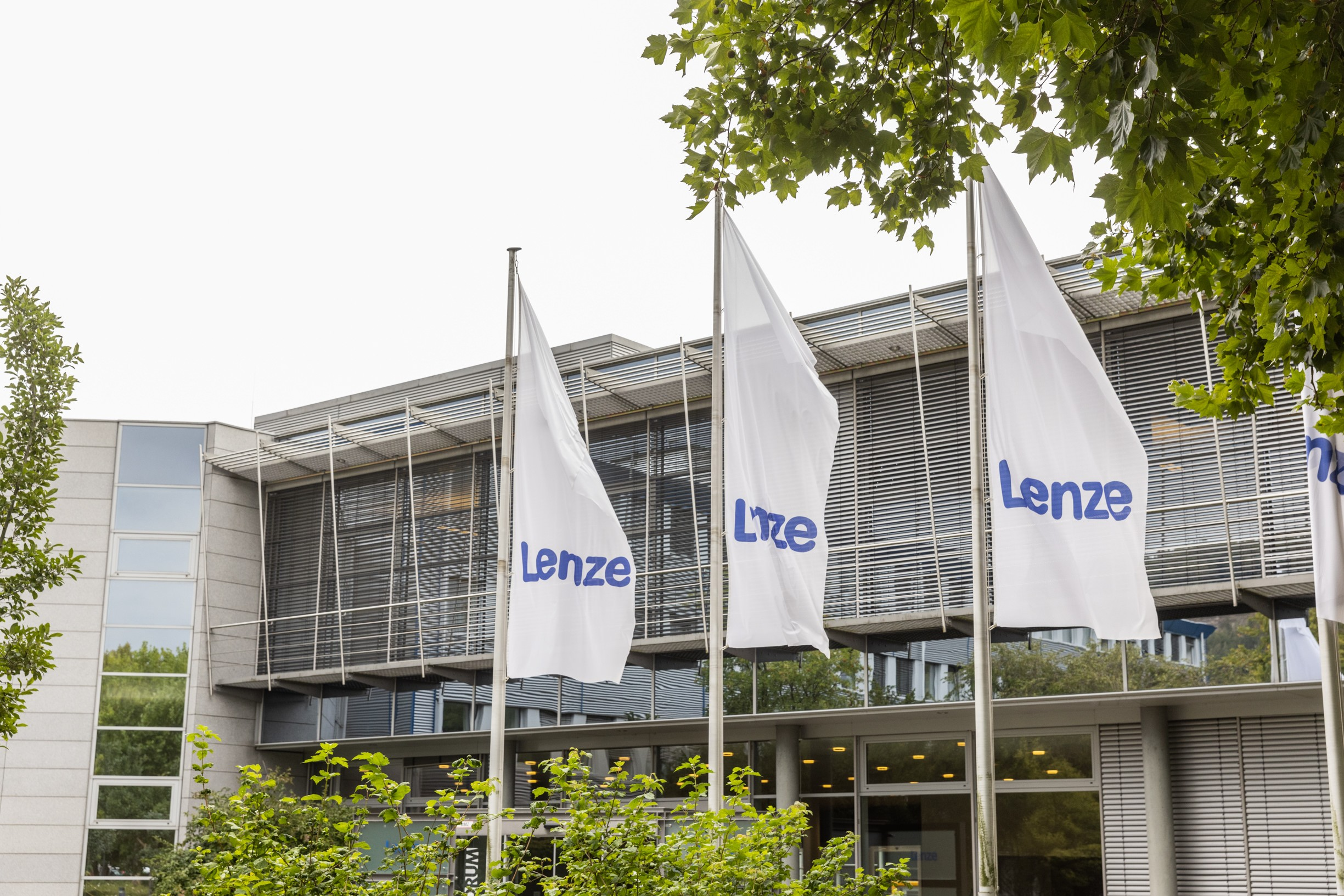
Firmensitz in Groß Berkel

Die Lenze SE ist ein deutscher Hersteller und Entwickler für Antriebstechnik und Automation. Die Zentrale befindet sich in Aerzen-Groß Berkel bei Hameln.

## Tätigkeit
Zu der Unternehmensgruppe gehören 45 Vertriebsgesellschaften, Entwicklungs- und Produktionswerke sowie Logistikzentren und Handelspartner weltweit. Mehr als 3.600 Mitarbeiter beschäftigt das Unternehmen weltweit, davon 300 Personen in Forschung und Entwicklung. Produziert werden Antriebe, Automatisierungssysteme, Frequenzumrichter, Servosysteme, Industrie-PCs, Steuerungen, Visualisierungsprodukte, Getriebe und Getriebemotoren, Motoren, Anlagen, Steuerungen und Software. Mit Vertrieb und Service ist das Unternehmen in 45 Ländern vertreten.
Der Vorstand besteht aus Marc Wucherer (Vorstandsvorsitzender) und Christoph Mosmann. Lenze wurde 2009 von einer Aktiengesellschaft in eine Europäische Gesellschaft umgewandelt. Im Geschäftsjahr 2023/2024 erzielte Lenze einen Umsatz von 828,0 Millionen Euro.

## Unternehmensgründer
Der Gründer Hans Lenze (* 9. März 1890, † 1963) absolvierte in Dortmund eine kaufmännische Ausbildung und war danach in der spanischen Korkindustrie tätig. Als Offizier nahm er am Ersten Weltkrieg teil. In den 1920er Jahren war er in mehreren Unternehmen im Ruhrgebiet beschäftigt, wo er 1931 eine eigene Handelsgesellschaft gründete. 1936 leitete er die neu gegründete Mannesmann Export GmbH (Mannex), die 1943 ihren Sitz nach Hameln verlegte. Davon übernahm er am 5. November 1947 die Inland-Handelsgesellschaft unter dem Namen Stahlkontor Weser GmbH. Diese Unternehmensübernahme war der Ursprung der heutigen Lenze-Gruppe.

## Unternehmensgeschichte

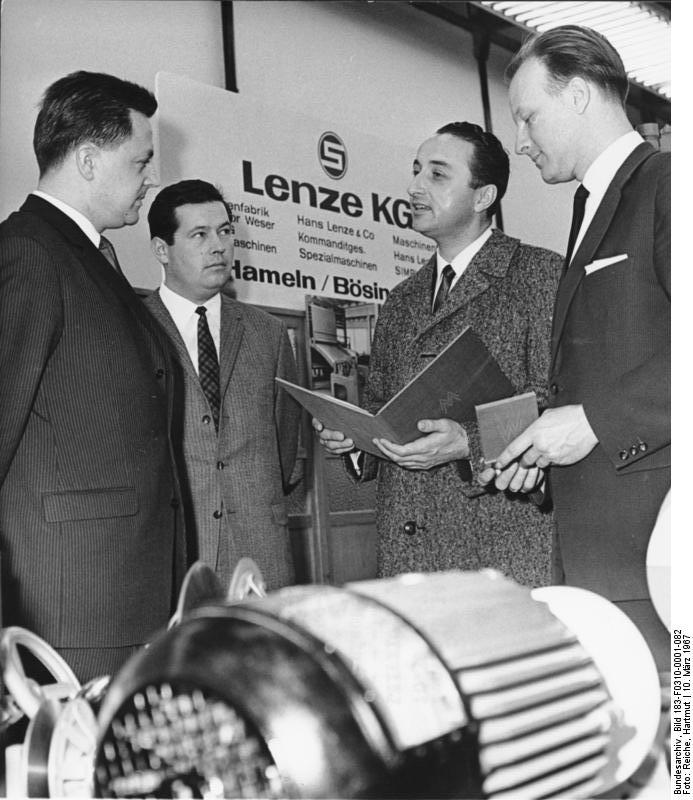
Auf der Leipziger Frühjahrsmesse 1967 gab es eine Goldmedaille für die Hans Lenze KG

Hans Lenze übernahm 1947 die Handelsgesellschaft Stahlkontor GmbH Weser in Hameln. Sie war der Ursprung der heutigen Lenze-Gruppe.
Ab 1948 begann der Aufbau eines Produktprogramms im Bereich der mechanischen Antriebstechnik. Anfangs wurden noch Produkte in Lizenz gefertigt. Später begann das Unternehmen eigene Entwicklungen voranzutreiben und stellte diese beim ersten Auftritt auf der Deutschen Industrie-Messe 1952 in Hannover vor.
1957 erfolgte die Gründung der Maschinenfabrik Hans Lenze KG und im Folgejahr nahm eine neue Getriebemotorenfertigung in Bösingfeld ihren Betrieb auf. 1962 kam es zu einer Ausweitung der Produktion. In Groß Berkel entstand ein neues Werk an dem Standort, wo sich heute der Hauptsitz des Unternehmens befindet. Nach dem Tode von Hans Lenze am 14. Juni 1963 trat dessen Schwiegersohn Alfred Belling seine Nachfolge an und übernahm die Geschäftsführung. Mit 850 Mitarbeitern erwirtschaftete die Lenze-Gruppe 1967 einen Jahresumsatz von umgerechnet rund 20 Millionen Euro.
1968 begann die Firma Lenze mit der Entwicklung und Produktion von elektronischen Antriebsreglern und baute ab 1969 ihr Vertriebsnetz weltweit aus. Die Elektronikentwicklung wurde 1973 in Groß Berkel zusammengefasst. Im gleichen Jahr begann die Automatisierung in der Produktion. Der erste Frequenzumrichter zur Steuerung von Drehstrommotoren des Unternehmens kam 1977 auf den Markt. Sechs Jahre später begann es mit der Entwicklung von Hybridschaltungen für Frequenzumrichter. Ab 1984 wurde der Name Lenze zum eingetragenen Markenzeichen. Die Entwicklung der Servotechnik begann ebenfalls 1984. Im Jahr 1987 wurden Frequenzumrichter erstmals mit Mikroprozessoren ausgestattet.
In den 1980er Jahren war der Geschäftsführer H. Maroldt (* 14. November 1923) der Lenze Gruppe 30 Jahre im Unternehmen tätig.
1994 wurde das Unternehmen umstrukturiert, die Lenze Holding GmbH & Co KG wurde gegründet. Sie erzielte im ersten Geschäftsjahr einen Umsatz von 209 Millionen Euro. 1996 begann die Firma Lenze mit der Produktion intelligenter Antriebe (englisch drive-based automation). Die Elektronikfertigung nahm im neuen Werk in Groß Berkel ihren Betrieb auf. Weitere Umstrukturierungen des Unternehmens folgten um das Jahr 2000.
1996 stellte das Unternehmen den ersten familienfremden Manager ein, nachdem sie im Vorjahr sieben Millionen Verlust gemacht hatte. Ab 1997 bilanzierte das Unternehmen nach dem internationalen IAS-Standard. So wurde 1999 das Antriebstechnikunternehmen AC Technology Corporation in Uxbridge (USA) in die Lenze-Gruppe aufgenommen. Ein Jahr später kam es zur Gründung der Lenze-Tochter encoway in Bremen, die auf die Entwicklung von Konfigurationssoftware spezialisiert ist. 1999 war ein Verkauf der Produktgruppen Elektromagnet-Kupplungen und -Bremsen an den Leiter des Geschäftsbereiches Udo Ogrodowski. Es erfolgte eine Weiterführung der Geschäfte unter dem Namen Magneta. 2010 folgte die Übernahme durch den Kendrion-Konzern.
2001 entstand die Lenze AG aus der Lenze Holding GmbH & Co KG. Im ersten Geschäftsjahr der AG betrug der Umsatz 416 Millionen Euro. 2004 waren weltweit mehr als 3.000 Menschen bei der Lenze-Gruppe beschäftigt. L-force, eine neue Generation der Antriebs- und Automatisierungstechnik, wurde in diesem Jahr eingeführt. Das System ist modular aufgebaut. Im Folgejahr begann die Markteinführung des L-force Servo Drives 9400 und die Internationalisierung des Geschäfts wurde vorangetrieben.
2002 war Peter Lohse Vorstandschef. Zu dieser Zeit gehörten 38 Unternehmen zur Lenze-Gruppe. 2005 war ein Verkauf des Bremsengeschäfts im Rahmen eines Management Buy Outs an Intorq.
2006 wurde der zweimillionste Frequenzumrichter der Reihe 8200 gefertigt. Die Lenze AG übernahm die Mehrheitsanteile am Partnerunternehmen Schmidhauser AG aus Romanshorn (Schweiz), das Steuer- und Antriebstechnik herstellt. 2007 ging Lenze eine Produktpartnerschaft mit DaimlerChrysler zur Lieferung von Antriebstechnik für sämtliche Prozesse in den Aufbauwerken der Mercedes-Benz C-Klasse. Der Ausbau des Automatisierungsportfolios durch das erste PC-basierte Automatisierungssystem ging weiter. 2008 wurde der L-force Inverter Drive 8400 vorgestellt. Zum 30. April 2009 verringerte die Lenze AG ihre Mitarbeiterzahl aufgrund der weltweiten Wirtschaftskrise um 246 Personen von 3.449 im Vorjahr auf 3.203.
2009 wurde das neu entwickelte L-force Controls I/O-System 1000 vorgestellt. Im Oktober 2009 wurde die Lenze AG in die Lenze SE umgewandelt. Auf der Messe für elektrische Automatisierungstechnik (SPS/IPC/DRIVES) in Nürnberg präsentierte Lenze den dezentralen Umrichter 8400 protec.
Im Februar 2011 war der Lenze Jonglator in der WDR-Sendung Kopfball zu sehen. Seit 2011 arbeitet Lenze zusammen mit Holger Borcherding vom Bereich Innovation der Hochschule Ostwestfalen-Lippe.
2017 übernahm Lenze die Mehrheit am Cloud- und IoT-Dienstleister logicline GmbH. Damit erweiterte sich das Tochterunternehmen encoway GmbH in den Bereichen „Cloud“ und „Mobile“.
Im Mai 2018 eröffnete das Unternehmen das digitale Innovationslab DOCK ONE in den Räumen von encoway GmbH in Bremen. Es dient zur internen Entwicklungsarbeit und gemeinsamen Projekten mit Kunden, Partnern und Forschungseinrichtungen.

## Hans-Lenze-Stiftung Aerzen
Im Jahr 1990 gründete Elisabeth Belling, geb. Lenze (* 24. Oktober 1921, † 17. Oktober 2013) die Hans-Lenze-Stiftung Aerzen anlässlich des 100. Geburtstages ihres Vaters Hans Lenze, des Gründers der Firma Lenze. Die Unterstützung geht an junge Wissenschaftler für Aufbaustudien, Projektarbeiten, Promotionen und Habilitationen. Die Leiterin der Stiftung ist Julia von Opel, eine Urenkelin des Unternehmensgründers.

2019 erfolgte eine Umbenennung der Stiftung in Hans und Clara Lenze-Stiftung, um das gemeinsame Wirken Hans Lenze und seiner Ehefrau Clara in die Öffentlichkeit zu tragen.

## Publikationen
Lenze gibt viermal im Jahr seit 1989 eine Mitarbeiterzeitschrift namens transmission heraus. Die Kundenzeitschrift DriveIn wurde mit der 26. Ausgabe Mitte 2011 eingestellt.
- Peter F. Brosch: Mechatronische Antriebssysteme: Getriebemotoren mit integriertem Frequenzumrichter. Erschienen 2000, ISBN 3-478-93220-3
- Lutz Budraß: Lenze, Hameln und die Welt: die Geschichte eines Familienunternehmens. Erschienen 2004. Eintrag bei der Deutschen Nationalbibliothek
- Peter Wratil; Michael Kieviet: Sicherheitstechnik für Komponenten und Systeme. Erschienen 2007, ISBN 3-7785-2984-6
- Edwin Kiel (Hrsg.): Antriebslösungen: Mechatronik für Produktion und Logistik. Erschienen 2007, ISBN 3-540-73425-2
- Stephan Riese: Antriebslösungen: Formeln, Auslegung und Tabellen (große Formelsammlung). Erschienen 2008. Eintrag bei der Deutschen Nationalbibliothek
- Stephan Riese: Antriebslösungen kompakt: Formeln und Tabellen (kleine Formelsammlung). Erschienen 2009.